# Vaux-Lavalette
Vaux-Lavalette é uma comuna francesa na região administrativa da Nova Aquitânia, no departamento de Charente. Estende-se por uma área de 6,78 km². Em 2010 a comuna tinha 90 habitantes (densidade: 13,3 hab./km²).